# Raimundo Jordano
Raimundo Jordano (Latín: Raymundus Jordanus) (fl. c. 1381), más conocido por su seudónimo latino Idiota ("el idiota"), aunque algunos cuestionan esta identificación, fue un escritor católico medieval cuya identidad permaneció desconocida durante varios siglos.

## Biografía e identidad
El seudónimo "idiota" no debería entenderse en el sentido ordinario que se utiliza actualmente. Según el griego original, idiota significaba soldado raso, simple o peculiar, y es probable que el escritor en cuestión lo empleara en este sentido para indicar que era una persona sin importancia.
Teófilo Raynaud descubrió que Raimundo Jordano era el autor de las obras encontradas en la biblioteca de los Padres de la Iglesia que llevaban el nombre de Idiota. En su prefacio a una de las obras de Idiota, el Oculus Mysticus, que publicó en 1641, explica este descubrimiento por el testimonio de escritores idiotas y por el hecho de que algunos de los manuscritos originales habían sido firmados por Raimundo. Los escritores biográficos han aceptado, en general, la teoría de Raynaud desde 1654, cuando, bajo su dirección, se publicó en París una edición completa de las obras de Idiota con el nombre de Raimundo Jordano.
Se sabe con certeza que Raimundo era  francés, canónigo regular de San Agustín, prior de la casa de su orden en Uzès, en el sur de Francia, y luego abad de Selles-sur-Cher, Francia, donde vivió y murió. Selles, al parecer, no era en aquel entonces un monasterio cisterciense. Raimundo escribió alrededor del año 1381. En un relato de una transacción entre los canónigos regulares y el obispo de Uzès en el año 1377, Raimundo es llamado "licenciado", y se afirma que fue elegido por el capítulo de su orden para presentar y conducir su causa ante un tribunal eclesiástico presidido por el Cardenal Sabinensi, lo cual hizo con habilidad y éxito.

## Escritos
Todas las obras atribuidas a Raimundo Jordano fueron escritas en latín, y han sido traducidas, al holandés en 1535,  y al español en 1550  En la edición de sus obras publicada en París en el año 1654 tenemos la siguiente colección: seis libros de "Meditaciones"; un "Tratado sobre la Santísima Virgen"; un "Tratado sobre la vida religiosa"; y el "Ojo Espiritual o Místico". También escribió un "Comentario al Salmo XV". Su libro de "Meditaciones" contiene seis capítulos:
1. De amore divino
2. De Virgine Maria
3. De vera patientia
4. De continuo conflictu carnis et animæ
5. De innocentia perdita
6. De morte

Estas meditaciones se publicaron en París en 1519, y se dice que el volumen fue obra de un hombre piadoso y santo que no dio otro nombre que el de Idiota. La Enciclopedia Católica describe su estilo como "simple, claro y puro".
Estas obras pronto se hicieron ampliamente conocidas, aunque el autor permaneció desconocido. Todos ellos han sido impresos varias veces en la "Bibliotheca Patrum", y las "Contemplationes de amore divino" se encuentran a menudo en pequeños manuales relacionados con las meditaciones de San Agustín, San Bernardo y San Anselmo. En la "Magna Bibliotheca Veterum Patrum", publicada en 1618, las obras de Idiota se cuentan entre los escritores del siglo X y, según el cardenal Belarmino, Idiota floreció hacia el año 902.